# NA35
NA35 war ein Schwerionen-Experiment am Super Proton Synchrotron am CERN, das von 1983 bis 1999 durchgeführt wurde. Ziel des Experimentes war die Erforschung der Prozesse bei Kollision von Atomkernen mit hohen Energien (relativistisch). Ein weiteres Ziel war die erste experimentelle Erzeugung und der Nachweis des Quark-Gluon-Plasmas; dies wurde allerdings nicht erreicht. Sprecher der Kollaboration war Peter Seyboth. Nachfolgeexperiment war das NA49-Experiment.

## Aufbau
Im Rahmen des Forschungsprogramm wurden Protonen, 16O- und 32S-Kerne mit einem Impuls von 60 oder 200 GeV/c pro Nukleon auf verschiedene Ziele geschossen. Zu den Zielen gehörten Kerne der Elemente Kohlenstoff, Aluminium, Schwefel, Kupfer, Silber, Gold und Blei. 
Nach dem Kollisionspunkt erlaubten verschiedene Detektoren die Reaktionen aufzuzeichnen. Der erste Detektor war eine Funkenkammer, die in ein 1,5 Tesla starkes Magnetfeld integriert war. Daran schloss sich eine Spurendriftkammer sowie ein Ringkalorimeter und ein Veto-Kalorimeter an.